# Most ruchomy

Most ruchomy

Znak drogowy A-13 „ruchomy most”

Most ruchomy – most z ruchomymi częściami. Konstruuje się je wtedy, gdy budowa mostu o prześwicie zapewniającym wystarczającą drożność drogi wodnej byłaby bardzo utrudniona (np. w portach) lub bardzo kosztowna.
Wśród mostów ruchomych możemy wyróżnić:
- mosty zwodzone
- mosty podnoszone
- mosty opuszczane
- mosty wciągane
- mosty obrotowe
- mosty przechyłowe
- mosty składane
- mosty zwijane

Do szczególnego rodzaju mostów ruchomych możemy także zaliczyć:
- mosty pontonowe
- rękawy lotnicze